# Hernán Rivera Letelier
Hernán Rivera Letelier (Talca, 11 de julio de 1950) es un minero, escritor y poeta chileno, conocido principalmente por sus novelas ambientadas en la pampa nortina. Recibió el Premio Nacional de Literatura de Chile en 2022.

## Biografía
Aunque nació en Talca, se crio y vivió hasta la edad de 11 años en la oficina salitrera Algorta, en el norte de Chile. Allí y en las de María Elena y Pedro de Valdivia hizo sus estudios escolares.
Debido al cierre de Humberstone, sus padres se trasladaron con sus cinco hijos a Antofagasta, donde a las dos semanas de llegar muere su madre, víctima de la picadura de una araña de los rincones. Entonces, la familia decide volver a las salitreras: "Los hermanos menores de Hernán se fueron con las hermanas casadas de vuelta a una salitrera, pero el 'tímido rebelde o rebelde tímido' —según su propia definición— se negó a partir y decidió quedarse solo en la ciudad, viviendo en una suerte de ruca instalada en el patio de una iglesia evangélica. El padre, que trabajaba en una mina y regresaba cada 15 días, lo comprendió y dejó que buscara su rumbo".
Se ganaba la vida vendiendo diarios; le alcanzaba para comer e incluso para ir al cine: "Como en Algorta no me dejaban ir, aquí me hice un cinéfilo crónico. Los miércoles daban las rotativas: entraba a las dos de la tarde y no salía hasta la una de la mañana para ver tres veces las tres películas. Como a las seis hablaba con el portero, salía a comprar pan y mortadela y me metía de nuevo al cine". Después de tres años de vivir en Antofagasta, volvió a la pampa a trabajar. En la salitrera María Elena fue mensajero de la empresa Anglo Lautaro (hoy Soquimich) y, después, al cumplir los 18, entró a un taller eléctrico. 
A los 19 años, toma su mochila y viaja durante tres años por Chile, Perú, Bolivia, Ecuador y Argentina. "Fue en este viaje donde decidí convertirme en el mejor escritor del mundo", dirá años más tarde. De regreso a la pampa en 1973, comienza a trabajar en la mina Mantos Blancos y después como operario en la oficina salitrera Pedro de Valdivia; paralelamente, estudia en la escuela nocturna para completar la enseñanza básica.

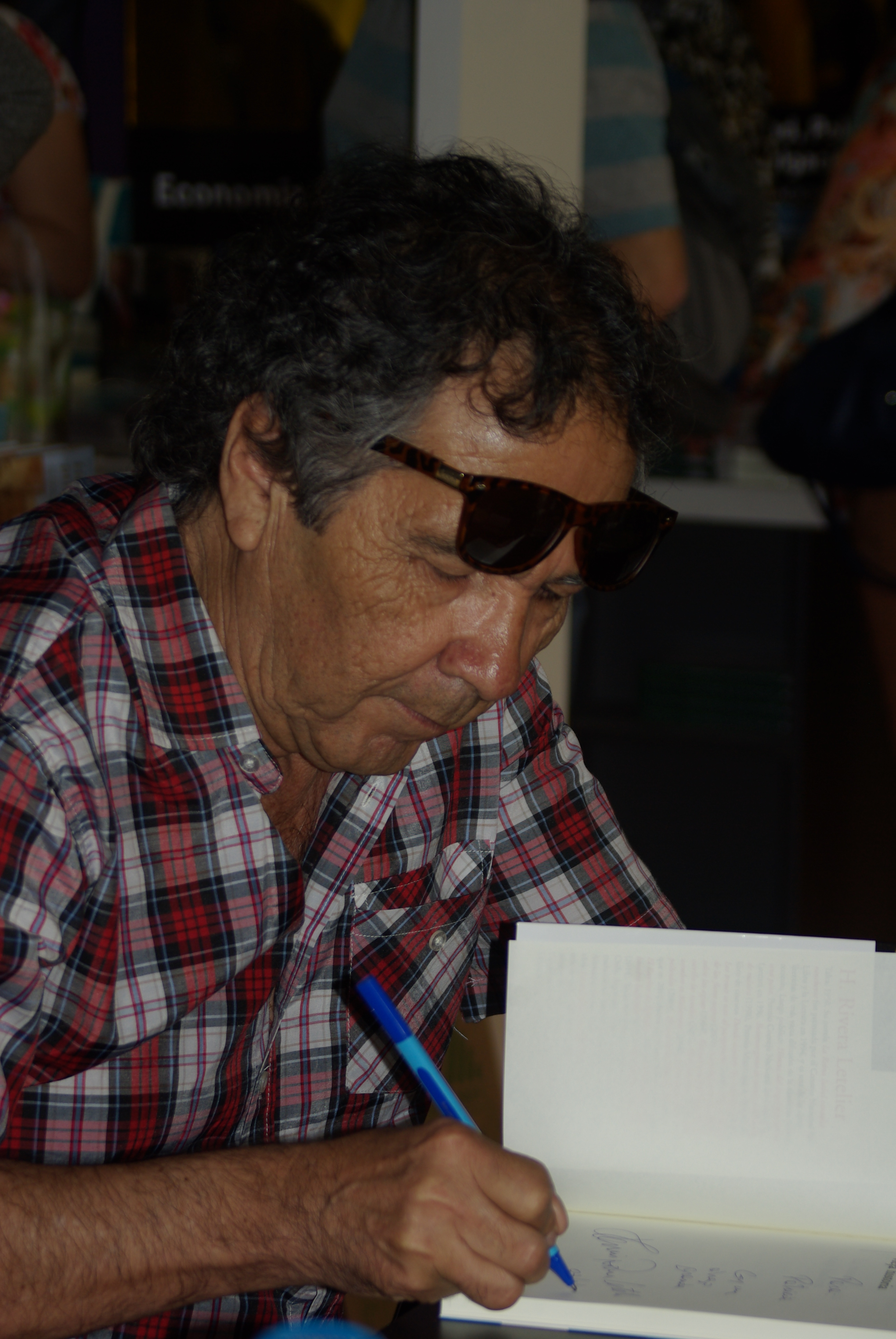
Rivera Letelier dando un autógrafo.

Pero habrá de pasar más de una década de aquel memorable viaje en que tomó la decisión de consagrarse a la literatura antes de poder publicar su primer libro: en 1988 sale Poemas y pomadas, "autoedición de 500 ejemplares que vendía puerta a puerta, en los bares y los cafés", y en 1990 Cuentos breves y cuescos de brevas (1990).
Cuatro años más tarde publicaría su primera novela, La Reina Isabel cantaba rancheras, que lo catapultó a la fama y le granjeó sus primeros premios importantes (antes, escribiendo poesía, había ganado 26 galardones en concursos menores): el del Consejo Nacional del Libro y la Lectura, más una mención en el Municipal de Santiago. Desde entonces, este libro se ha convertido en una de las obras literarias de más vasta difusión de la narrativa chilena reciente. El mismo Rivera Letelier diría en 2000 que desde que publicó La Reina Isabel cantaba rancheras la vida le "dio una vuelta de carnero". "Me he convertido en el hombre más feliz del mundo; hago lo que me gusta, vivo de eso y lo gozo. No he cambiado mi forma de vivir ni mis amigos, pero me siento más seguro de mí mismo, ya no tengo que preocuparme de que no voy a tener pan para mis hijos mañana".
Su siguiente novela, Himno del ángel parado en una pata (1996), volvió a recibir el premio del citado Consejo, consolidándolo como escritor. La lista de galardones y distinciones ha ido creciendo a medida que el escritor ha ido editando sus nuevos libros.
El primer sello que publicó sus novelas fue Planeta, pero a partir de 2006 Rivera Letelier saca sus libros en las editoriales del Grupo Santillana —que han reeditado todas las novelas aparecidas anteriormente en Planeta—, particularmente en Alfaguara y Punto de Lectura. Cuando el Penguin Random House Grupo Editorial compró Alfaguara, el escritor siguió con este sello.
Algunas novelas suyas han sido adaptadas al teatro (La Reina Isabel cantaba rancheras tiene varias adaptaciones, una de ellas con la participación del mismo Rivera Letelier; Bastián Bodenhöfer adaptó en 2018 Historia de amor con hombre bailando) y traducidas a varios idiomas, particularmente al alemán, francés e inglés.
Está casado desde 1974 con María Soledad Pérez, a quien conoció cuando trabajaba en la mina de cobre Mantos Blancos. "Ella se enamoró de mí cuando me vio a través de una ventana, bailando rock and roll". El matrimonio tiene cinco hijos.
Cuando se le ha preguntado por qué empezó a escribir, en alguna ocasión ha dicho que "por las prostitutas". Lo que sucedió fue que en los años de su viaje juvenil, que lo llevó por Chile y el Cono Sur, en realidad pasaba hambre. Y una noche, escuchando la radio con un amigo, se enteraron de que un concurso de poesía prometía como premio una cena para dos. "Cuando escuché la palabra comida me bajaron las musas y dije 'yo puedo hacer un poema'. Nunca había escrito nada ni había tenido un libro de poesía en mis manos (salvo los versos de los libros del colegio), pero tuve la convicción absoluta de que podía hacer un poema y que me iba a ganar esa cena"; agarró entonces el cuaderno donde pegaba fotos y postales del viaje, que lo tenía guardado en la mochila y se sentó a escribir su primer poema, "inspirado en una pololita que había dejado en la pampa". "Me salieron cuatro páginas; al día siguiente lo fuimos a dejar a la radio".  Efectivamente, ganó el concurso, lo que no dejó de ser una suerte, porque gracias a él salió a la superficie su vocación de escritor o "contador de historias", como prefiere autonombrarse, vocación que lo ha convertido en uno de los autores más leídos en Chile.
Rivera Letelier es agnóstico. Al respecto dice: "Yo tuve una infancia muy religiosa. Mis padres eran evangélicos y pasaban en la iglesia rezando, orando y cantando. Llegó un momento en que dejé de creer en todo eso", y bromea, refiriéndose a su éxito como escritor: "Yo no creo en Dios, pero creo que Dios cree en mí".

## Rivera Letelier y el cine

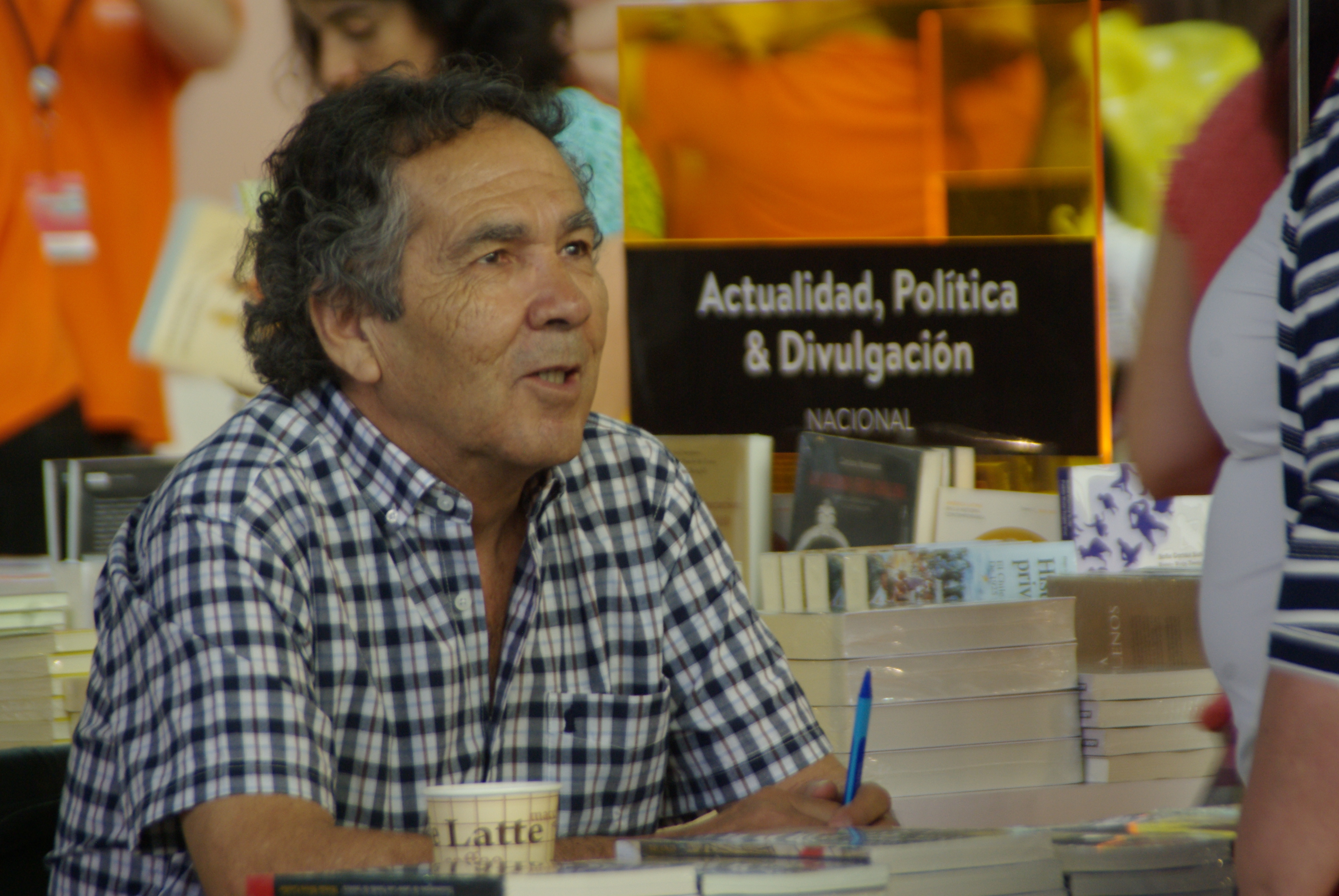
Rivera Letelier conversando con sus lectores.

Varios de sus libros han despertado el interés de productores y directores, pero la mayoría no se han concretado. Así ha sucedido con Los trenes se van al Purgatorio (2000), que debería haber rodado Jorge López, o Santa María de las flores negras (2002), de la que tenía que hacerse cargo Marcelo Ferrari. La adaptación de La contadora de películas (2009) está en manos de Walter Salles. 
Fatamorgana de amor con banda de música (1998) parecía destinada a seguir la misma suerte después de que su guionista y productor inicial, Bernard Giraudeau, falleciera en 2010. Sin embargo, el actor y productor belga Hubert Toint decidió concretar el proyecto como un homenaje a Giraudeau, del que era amigo. La película, dirigida por él, se rodó entre marzo y mayo de 2013 en Chile, en la zona donde estuvo la salitrera Humberstone, y está protagonizada por la belga Marie Gillain en el papel de la pianista Golondrina del Rosario y el chileno Eduardo Paxeco como el trompetista Bello Sandalio.

## Obras

### Novelas
- La reina Isabel cantaba rancheras, Planeta, 1994
- Himno del ángel parado en una pata, Planeta, 1996
- Fatamorgana de amor con banda de música, Planeta, 1998
- Los trenes se van al Purgatorio, Planeta, 2000
- Santa María de las flores negras, Planeta, 2002
- Canción para caminar sobre las aguas, Planeta, 2004
- Romance del duende que me escribe las novelas, Planeta, 2005
- El fantasista, Alfaguara, 2006
- Mi nombre es Malarrosa, Alfaguara, 2008
- La contadora de películas, Alfaguara, 2009
- El arte de la resurrección, Alfaguara, 2010
- El escritor de epitafios, Alfaguara, 2011
- Historia de amor con hombre bailando, Alfaguara, 2013
- El vendedor de pájaros, Alfaguara, 2014
- La muerte es una vieja historia, Alfaguara, 2015
- La muerte tiene olor a pachulí, Alfaguara, 2016
- La muerte se desnuda en La Habana, Alfaguara, 2017
- El hombre que miraba al cielo, Alfaguara, 2018
- El autodidacta, Alfaguara, 2019
- El secuestro de la hermana Tegualda, Alfaguara, 2021

- Hombres que llegan a un pueblo, Alfaguara, 2022
- La vida oculta de un escritor, Alfaguara, 2023

### Cuentos
- Cuentos breves y cuescos de brevas,  microcuentos, Ediciones del Taller de Literatura Recital, Antofagasta, 1990
- Donde mueren los valientes, relatos, Editorial Sudamericana, 2000

### Poemas
- Poemas y pomadas, Editorial Eléctrica Chilena, Santiago, 1987

### Memorias
- Epifanía en el desierto, Alfaguara, 2020

## Premios y distinciones
- Premio del Consejo Nacional del Libro 1994 en la categoría obra inédita por La reina Isabel cantaba rancheras
- Premio del Consejo Nacional del Libro 1996 en la categoría obra inédita por Himno del ángel parado en una pata
- Premio Revista de Libros de El Mercurio 1998 por Lentes oscuros/Gafas ahumadas (cuentos)
- Premio José Nuez Martín 2001 (Chile) por Los trenes se van al purgatorio
- Finalista del Premio Altazor 2000 con Donde mueren los valientes
- Finalista del Premio Altazor 2001 con Los trenes se van al purgatorio
- Premio Arzobispo Juan de San Clemente 2001 (España) por Fatamorgana de amor con banda de música
- Caballero de la Orden de las Artes y Letras, 2001 (Francia)
- Finalista del Premio Altazor 2003 con Santa María de las flores negras
- Premio Alfaguara de Novela 2010 por El arte de la resurrección[14]
- Premio al Mérito Literario Internacional Andrés Sabella 2012 (Feria Internacional del Libro Zicosur Antofagasta)[15]
- Premio Nacional de Literatura de Chile 2022[4]

## Historial electoral

### Elecciones parlamentarias de 2005
- Elecciones parlamentarias de 2005 a diputado por el distrito 4 (Antofagasta, Mejillones, Sierra Gorda y Taltal)[16]

| Candidato              | Pacto                         | Partido | Votos  | %     | Resultado |
| ---------------------- | ----------------------------- | ------- | ------ | ----- | --------- |
| Pedro Araya Guerrero   | Concertación Democrática      | PDC     | 40.131 | 34,51 | Diputado  |
| Manuel Rojas Molina    | Alianza                       | UDI     | 38.254 | 32,90 | Diputado  |
| Hernán Rivera Letelier | Concertación Democrática      | ILB     | 21.876 | 18,81 |           |
| Daniel Guevara Cortes  | Alianza                       | ILD     | 9.151  | 7,87  |           |
| Luis Sagredo Torres    | Juntos Podemos Más            | PC      | 2.972  | 2,56  |           |
| Pedro Luque Arancibia  | Juntos Podemos Más            | PH      | 1.456  | 1,25  |           |
| Rosa Pérez Zambra      | Fuerza Regional Independiente | ILA     | 1.420  | 1,22  |           |
| Raúl Zepeda Feliu      | Fuerza Regional Independiente | ILA     | 1.020  | 0,88  |           |